# Copa Catalunya d'hoquei sobre patins femenina 2003
La Copa Catalunya d'hoquei sobre patins femenina 2003 fou la primera edició de la competició. Se celebrà des de l'11 fins al 16 de març de 2003 al Pavelló Poliesportiu del Garraf de Vilanova i la Geltrú i fou organitzada per la Federació Catalana de Patinatge. Hi participaren nou equips, participants de la Lliga catalana 2002-03. Es disputà en format d'eliminació directa, amb quarts de final, semifinals i final. La competició se celebrà el mateix cap de setmana de la fase final de la Copa del Rei d'hoquei sobre patins de 2003.
Es proclamà primer campió de la competició l'Intereco Salt, que derrotà a la final al Club Patí Voltregà per 2 a 1.

## Clubs participants
- Centre d'Esports Arenys de Munt
- Club Hoquei Patí Bigues i Riells
- Totgraf Igualada
- Club Hoquei Mataró
- Intereco Salt
- Patí Hoquei Club Sant Cugat
- Club Hoquei Patí Sant Feliu
- Club Patí Vilanova RSM
- Club Patí Voltregà

## Competició

### Quadre de competició
|  | Quarts de final      | Quarts de final      |                      |   | Semifinals | Semifinals |  |  | Final | Final |
|  |                      |                      |                      |   |            |            |  |  |       |       |
|  | 11 de març 20:30 CET |                      |                      |   |            |            |  |  |       |       |
|  |                      |                      |                      |   |            |            |  |  |       |       |
|  | CE Arenys de Munt    | 1                    |                      |   |            |            |  |  |       |       |
|  | CE Arenys de Munt    | 1                    | 15 de març 11:00 CET |   |            |            |  |  |       |       |
|  | CH Mataró            | 3                    |                      |   |            |            |  |  |       |       |
|  | CH Mataró            | 3                    | CH Mataró            | 1 |            |            |  |  |       |       |
|  | 11 de març 22:00 CET |                      | CH Mataró            | 1 |            |            |  |  |       |       |
|  |                      | Intereco Salt        | 4                    |   |            |            |  |  |       |       |
|  | CP Vilanova RSM      | Intereco Salt        | 4                    | 0 |            |            |  |  |       |       |
|  | CP Vilanova RSM      |                      | 16 de març 10:00 CET | 0 |            |            |  |  |       |       |
|  | Intereco Salt        | 5                    |                      |   |            |            |  |  |       |       |
|  | Intereco Salt        | 5                    | Intereco Salt        | 2 |            |            |  |  |       |       |
|  | 12 de març 20:30 CET |                      | Intereco Salt        | 2 |            |            |  |  |       |       |
|  |                      | CP Voltregà          | 1                    |   |            |            |  |  |       |       |
|  | CHP Bigues i Riells  | CP Voltregà          | 1                    | 2 |            |            |  |  |       |       |
|  | CHP Bigues i Riells  | 15 de març 12:30 CET |                      | 2 |            |            |  |  |       |       |
|  | PHC Sant Cugat       | 3                    |                      |   |            |            |  |  |       |       |
|  | PHC Sant Cugat       | 3                    | PHC Sant Cugat       | 4 |            |            |  |  |       |       |
|  | 12 de març 22:00 CET |                      | PHC Sant Cugat       | 4 |            |            |  |  |       |       |
|  |                      | CP Voltregà          | 9                    |   |            |            |  |  |       |       |
|  | CP Voltregà          | CP Voltregà          | 9                    | 2 |            |            |  |  |       |       |
|  | CP Voltregà          |                      |                      | 2 |            |            |  |  |       |       |
|  | Totgraf Igualada     | 1                    |                      |   |            |            |  |  |       |       |
|  | Totgraf Igualada     | 1                    |                      |   |            |            |  |  |       |       |

## Final
| Intereco Salt             | 2‐1     | CP Voltregà |
| ------------------------- | ------- | ----------- |
| González 5' · Barceló 37' | Notícia | Romero 25'  |

| Intereco Salt | CP Voltregà |

| #            | Pos. | Nom              |  |
| ------------ | ---- | ---------------- |  |
|              | POR  | Raquel Mallen    |  |
|              |      | Cristina Barceló |  |
|              |      | Tània Pardo      |  |
|              |      | Anna Jou         |  |
|              |      | Sofía González   |  |
|              |      | Gemma Casanova   |  |
|              |      | Corina Serra     |  |
|              |      | Aroa Membrive    |  |
|              |      | Casaponsa        |  |
| Entrenador   |      |                  |  |
| Toni Alcaraz |      |                  |  |

| Campió de la Copa Catalunya 2003 |
| -------------------------------- |
| Intereco Salt Primer títol       |

| #          | Pos. | Nom            |  |
| ---------- | ---- | -------------- |  |
|            | POR  | Laia Vives     |  |
|            |      | Anna Romero    |  |
|            |      | Emma Corominas |  |
|            |      | Núria Fabregó  |  |
|            |      | Carla Giudicci |  |
|            |      | Eva Vila       |  |
|            |      | Maria Ferrón   |  |
|            |      | Carla Sariol   |  |
|            |      | Trabal         |  |
| Entrenador |      |                |  |
|            |      |                |  |